# Paolo Tofoli
Paolo Tofoli est un ancien joueur italien de volley-ball né le 14 août 1966 à Fermo. Il mesure 1,88 m et joue passeur. Il totalise 342 sélections en équipe d'Italie et s'est reconverti dans le métier d'entraîneur de volley-ball.

## Biographie
Il est fait Chevalier de l'ordre du Mérite de la République italienne en 2000, puis Officier de l'ordre du Mérite de la République italienne en 2004.

## Clubs
| Club                 | Pays   | De        | À         |
| -------------------- | ------ | --------- | --------- |
| Sempre Volley Padoue | Italie | 1985-1986 | 1989-1990 |
| Sisley Trévise       | Italie | 1990-1991 | 1996-1997 |
| Conad Ferrare        | Italie | 1997-1998 | 1997-1998 |
| Piaggio Rome         | Italie | 1998-1999 | 2000-2001 |
| Itas Diatec Trente   | Italie | 2001-2002 | 2004-2005 |
| Pérouse Volley       | Italie | 2005-2006 | 2005-2006 |
| M. Roma Volley       | Italie | 2006-2007 | …         |

## Palmarès
- Jeux olympiques
  - Finaliste : 1996, 2004
- Ligue mondiale (5)
  - Vainqueur : 1990, 1991, 1992, 1994, 2000
- Championnat du monde (2)
  - Vainqueur : 1990, 1994
- Championnat d'Europe (4)
  - Vainqueur : 1989, 1993, 1995, 1999
  - Finaliste : 1991
- Coupe du monde (1)
  - Vainqueur : 1995
- World Grand Champions Cup (1)
  - Vainqueur : 1993
- World Super Four (1)
  - Vainqueur : 1994
- Championnat d'Italie (3)
  - Vainqueur : 1994, 1996, 2000
- Coppa Italia (1)
  - Vainqueur : 1993
- Ligue des champions (1)
  - Vainqueur : 1995
- Coupe des Coupes (1)
  - Vainqueur : 1994
- Coupe de la CEV (3)
  - Vainqueur : 1991, 1993, 2000